# Haßloch (Rüsselsheim am Main)
Hassloch is een plaats in de Duitse gemeente Rüsselsheim am Main, deelstaat Hessen, en telt 7600 inwoners.